# Síň slávy maďarského hokeje
Síň slávy maďarského hokeje sdružuje osobnosti z řad ledních hokejistů, trenérů, rozhodčích a činovníků, kteří se významnou měrou zasloužili o úspěchy a rozvoj maďarského ledního hokeje. Byla slavnostně otevřena před zahájením Mistrovství světa v ledním hokeji 2011 (I. divize), které se konalo v Maďarsku a na Ukrajině. Slavnostního ceremoniálu se zúčastnil i prezident Mezinárodní hokejové federace René Fasel.
| Rok uvedení | Jméno                         |
| ----------- | ----------------------------- |
| 2011        | János Anscin                  |
| 2011        | Dr. Lászlo Jakabházy          |
| 2011        | Csaba Kovács                  |
| 2011        | Péter Kovalcsik               |
| 2011        | András Mészöly                |
| 2011        | Gábor Ocskay st.              |
| 2011        | Antal Palla                   |
| 2011        | Dr. György Pásztor            |
| 2011        | György Raffa                  |
| 2011        | László Schell                 |
| 2011        | Viktor Zsitva                 |
| 2011        | Dr. Géza Lator                |
| 2011        | Sándor Minder                 |
| 2011        | Zoltán Jeney                  |
| 2011        | Dr. György Margó              |
| 2011        | István Hircsák                |
| 2011        | Béla Háray                    |
| 2011        | Sándor Miklós                 |
| 2011        | Lászlo Rajkai                 |
| 2011        | Gábor Boróczi                 |
| 2011        | György Leveles                |
| 2011        | Gábor Ocskay ml.              |
| 2012        | János Balogh                  |
| 2012        | Béla Tejfalussy               |
| 2012        | Mátyás Vedres                 |
| 2012        | Dr. Deján Bikár               |
| 2013        | Jozsef Babán                  |
| 2013        | György Rozgonyi               |
| 2013        | György Buzás                  |
| 2013        | Ferenc Szamosi                |
| 2014        | Dr. Péter Bikár               |
| 2014        | Miklós Barcza                 |
| 2014        | Péter Havrán                  |
| 2014        | József Kertész                |
| 2015        | Atilla Bálint                 |
| 2015        | Deszö Szeles                  |
| 2015        | Frigyes Helmeczi (Heuthaller) |
| 2015        | Miklós Séra                   |
| 2016        | Árpád Kercsó                  |
| 2016        | László Török                  |
| 2016        | Dr. István Tóth               |
| 2016        | Dr. László Nyuli              |
| 2017        | Tibor Kiss                    |
| 2017        | Lajos Koutny                  |
| 2017        | Béla Zsitva                   |
| 2017        | Béla Galambos                 |
| 2018        | György Losonci                |
| 2018        | Tibor Balogh                  |
| 2018        | György Pék                    |
| 2018        | Gábor Hudák                   |
| 2019        | Ádám Kerszty                  |
| 2019        | Zóltán Horváth                |
| 2019        | Ferenc Studniczky             |
| 2019        | Dr. Támás Sarközy             |